# 한국의 문화
한국의 문화(韓國의 文化)는 한국의 전통 예술, 의식주 및 생활양식을 포함해 다양한 범위를 가리킨다.

## 미술
한국 민족의 미술활동은 신석기시대 후기 무렵부터 시작되었지만 본격적인 활동은 불교가 전래된 4세기 말경부터이다.
한국 미술은 전통적으로 중국과의 교류를 통해 묘사가 나타나는 작품이 많았다. 특히 조선에는 유교의 영향으로 절제된 느낌의 수묵화가 유행하였다. 근대에는 서양에서 여러 미술이 들어온 후 역동적인 변화를 맞이하였고, 현대에 들어서 정보기술의 발전과 세계화가 일어나면서 계속적인 변화를 겪고 있다.

## 음악

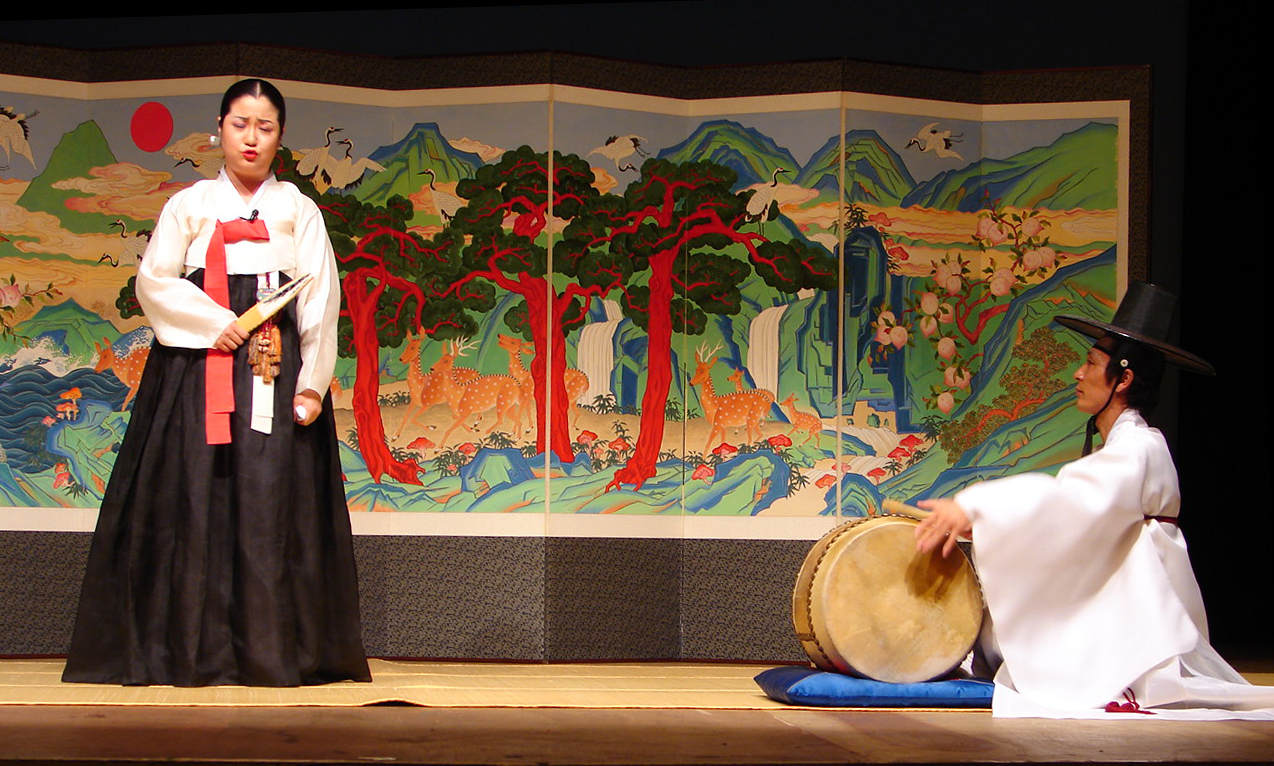
판소리 공연

한국 전통 음악 (韓國傳統音樂)은 한국에서 전통적으로 전해 내려오는 민요, 음악 등을 말한다. 최근에 만들어졌더라도 전통 음악의 기본적인 틀만 벗어나지 않는다면 일반적으로 한국 전통 음악의 범주에 포함한다. 한국에서는 '나라의 음악'이라는 뜻에서 국악(國樂)이라고도 부른다. 한국 전통 음악의 역사적 분류법은 악곡의 유래와 형식에 의한 구분법이다. 이 구분법 상에서 국악은 크게 아악, 당악, 향악으로 나뉜다. 아악은 중국 송나라에서 유래한 정악으로, 구체적으로는 고려 예종 11년 (1116년)에 수입된 '대성아악(大晟雅樂)'을 지칭한다. 고려 중기까지만 해도 널리 쓰였으나, 고려 후기에 쇠퇴하였다. 조선시대에는 세종때에 박연이 중심이 되어 아악을 정리하였다. 현재에 남아있는 아악곡은 문묘제례악 하나뿐이다. 당악은 중국의 당나라에서 전래된 음악과 더불어 중국 송나라의 사악(詞樂)을 총칭한다. 《경국대전》 등에 보이며, 《고려사》〈악지〉에 40여종의 음악이 소개되어 있다. 현재 남아있는 당악은 〈보허자〉와 〈낙양춘〉 두 곡뿐이다. 당악은 대체로 黃=C의 음계를 따른다. 향악은 아악과 당악을 제외한 한국의 재래 음악과 서역에서 전래된 음악을 말한다. 판소리, 민요, 잡가 등은 포함되지 않는다. 향악은 대체로 黃=E♭의 음계를 따른다.
현대에 가장 많이 사용하는 분류법은 '정악'과 '민속악'으로 나누는 방법이 있다. 정악은 궁중음악과 민간 상류층에서 연주되어 오던 모든 음악을 지칭한다. 세부적으로 분류하자면 의식 음악(제례악)으로 분류되는 종묘제례악과 문묘제례악, 궁중의 연례악, 민간 상류층에서 향유하던 풍류 음악으로 분류할 수 있다. 민속 음악은 정악에 대칭되는 말로, 민요와 판소리, 잡가, 산조, 시나위를 포함한다. 크게는 불교의 종교 음악인 범패도 포함된다. 창작 국악은 국악기를 사용하거나 국악의 음악적 요소를 이용하여 만든 현대의 국악을 총칭한다.

## 무용

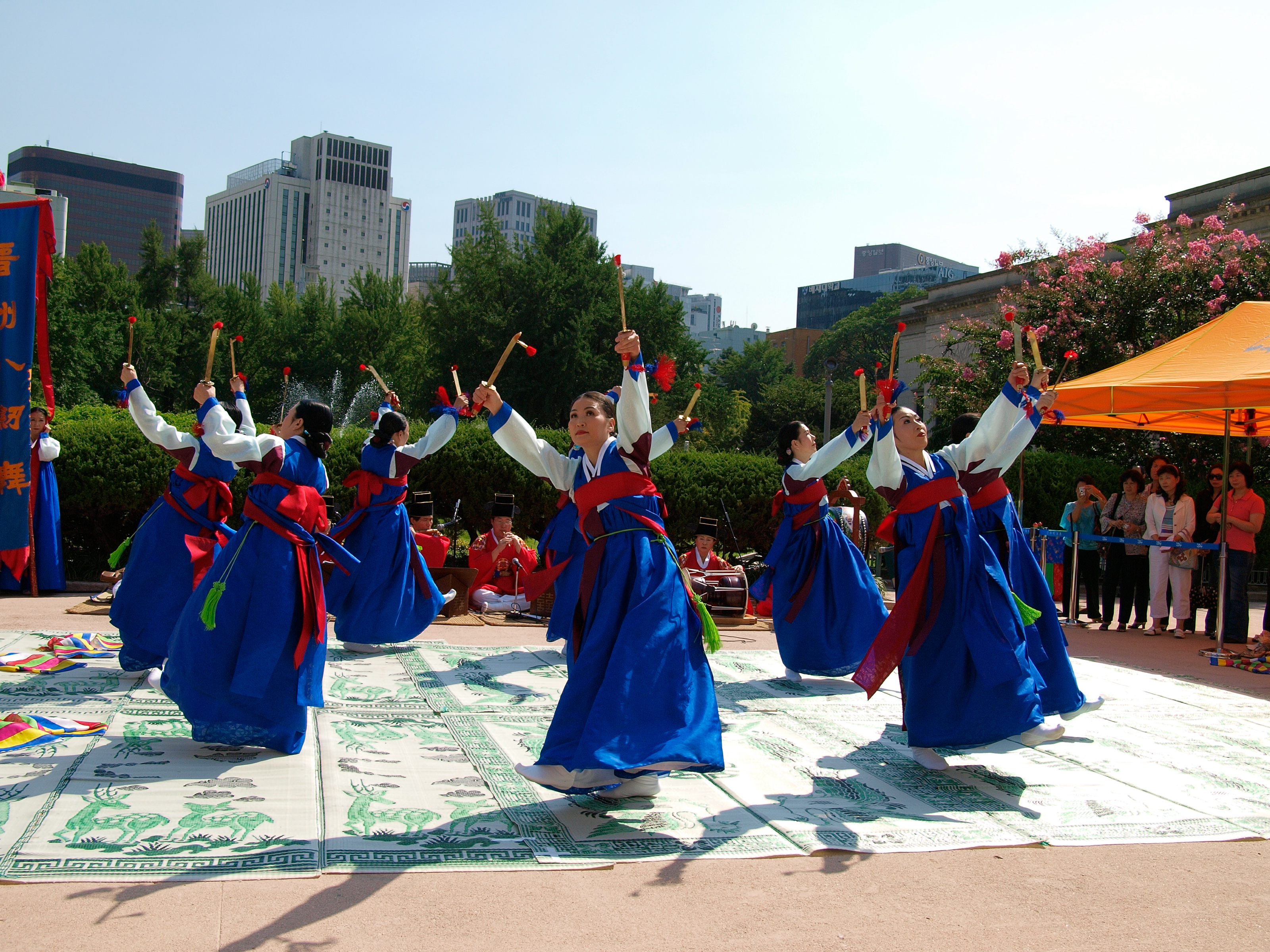
진주검무

한국 무용 (韓國舞踊)은 한국의 전통 문화를 바탕으로 하여 만들어진 모든 종류의 무용을 말한다. 한국무용은 크게 궁중무용·민속무용·가면무용·의식무용·창작무용 등으로 나눌 수 있다. 한국무용의 원초적 형태는 국가적 의식 끝에 있는 축제(祝祭)의 흥이 어깨에서 구체화되어, 리드미컬하게 온몸으로 퍼져 멋으로 승화한 것으로 집약할 수 있다. 그러나 삼국시대를 거쳐 고려·조선시대로 내려오면서 이러한 한국무용의 특성은 변형되었다. 고려·조선시대의 윤리와 사상의 근저를 이루었던 불교와 유교의 가르침은 자연스럽게 발로되는 감각적 육체의 미를 부정하였고 그 때문에 육체의 노출은 금기(禁忌)로 되어 왔다. 이러한 영향 아래 한국무용의 특성이 변형·정형화(定型化)된 것이 궁정무용(宮廷舞踊)이다. 이와는 대조적으로 궁정무용과 함께 한국무용의 양대산맥(兩大山脈)이라 할 민속무용은 한국무용의 고유의 원형(原型)을 살리고, 중국의 무용을 흡수·소화한 것으로 경쾌하고 장중하며, 우아하면서도 변화가 거침없는 무용으로 발전하였다.

## 의복

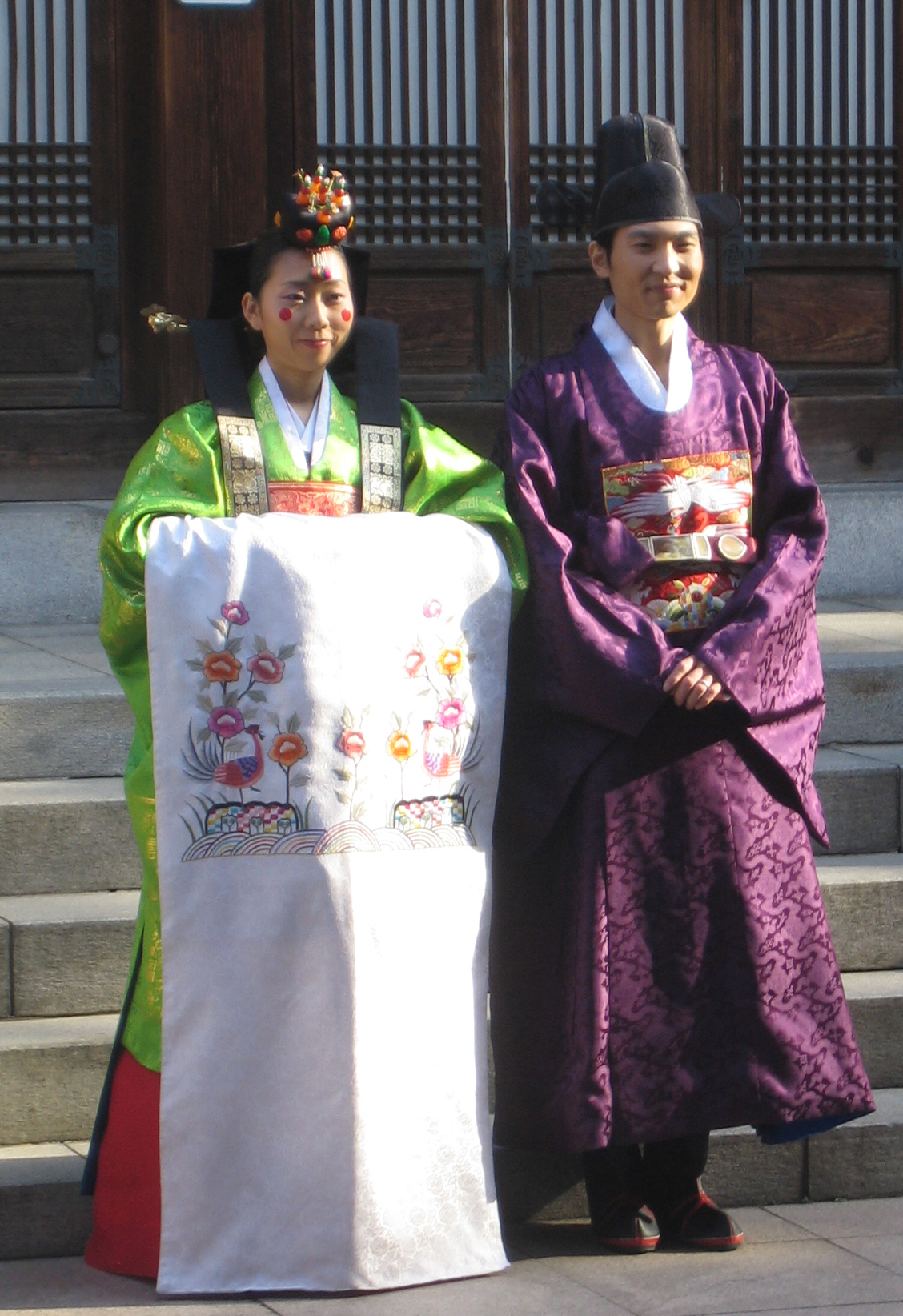
혼례복

한복(韓服)은 한민족 고유의 옷으로, 북한은 조선옷이라고 부른다. 한복의 역사는 우선 삼국 시대로 거슬러 올라간다. 삼국시대에는 대체로 유(저고리), 고(바지), 상(치마), 포(두루마기)를 중심으로 관모(모자), 대(허리띠), 화(신발)가 더해졌다 저고리가 엉덩이까지 내려올 만큼 길고, 바지의 통도 넓었으며 남성과 여성이 함께 입는 남녀 공용이었다. 남북국 시대에는 한국 고유의 포는 서민들이 주로 입었으며, 귀족들은 평상복으로만 입었다. 여성들의 새로운 옷으로는 반비(半臂)가 있었는데,주로 귀족들이 저고리 위에 덧입었다. 고려 시대에는 복식 구조가 크게 변했다. 특히 귀족층이나 지배층에서는 중국 옷을 그대로 받아들여 입고, 서민층에서는 우리 고유의 복식을 계승하여 입어 복식의 이중 구조가 나타났다. 조선 시대에는 우리 고유의 복식이 서민복으로 뿌리 깊게 이어졌다. 중기나 후기에 들어서면서 한층 단순해지고 띠 대신 고름을 매기 시작하였으며, 두루마기의 종류도 다양해졌다. 말기에는양반과 서민의 옷 사이에 큰 차이가 없어졌다. 특히 여자 저고리는 후기로 가면서 길이가 짧아져 오늘날과 거의 같은 모양이 되었다. 마고자를 입기 시작하였고 서양 문물의 영향으로 조끼를 입기 시작하였다. 일제강점기 때에는 여자들의 저고리가 짧아져서 오늘에 이르게 되었다. 오늘날에는 일반적으로 한복을 명절이나 특수한 날에만 입게 되었으며,사람들이 편하게 입을 수 있는 생활 한복이 보급되기도 하였다. 청학동에서는 아직도 한복을 일상복으로 입고 있고, 국악고등학교, 민족사관고등학교에서 교복으로 입고 있다. 택견 무술에는 하얀 한복을 입는 것이 통례이며, 첫돌, 환갑, 칠순, 팔순 등의 일부 생일에는 생일을 맞은 사람이 입기도 한다.

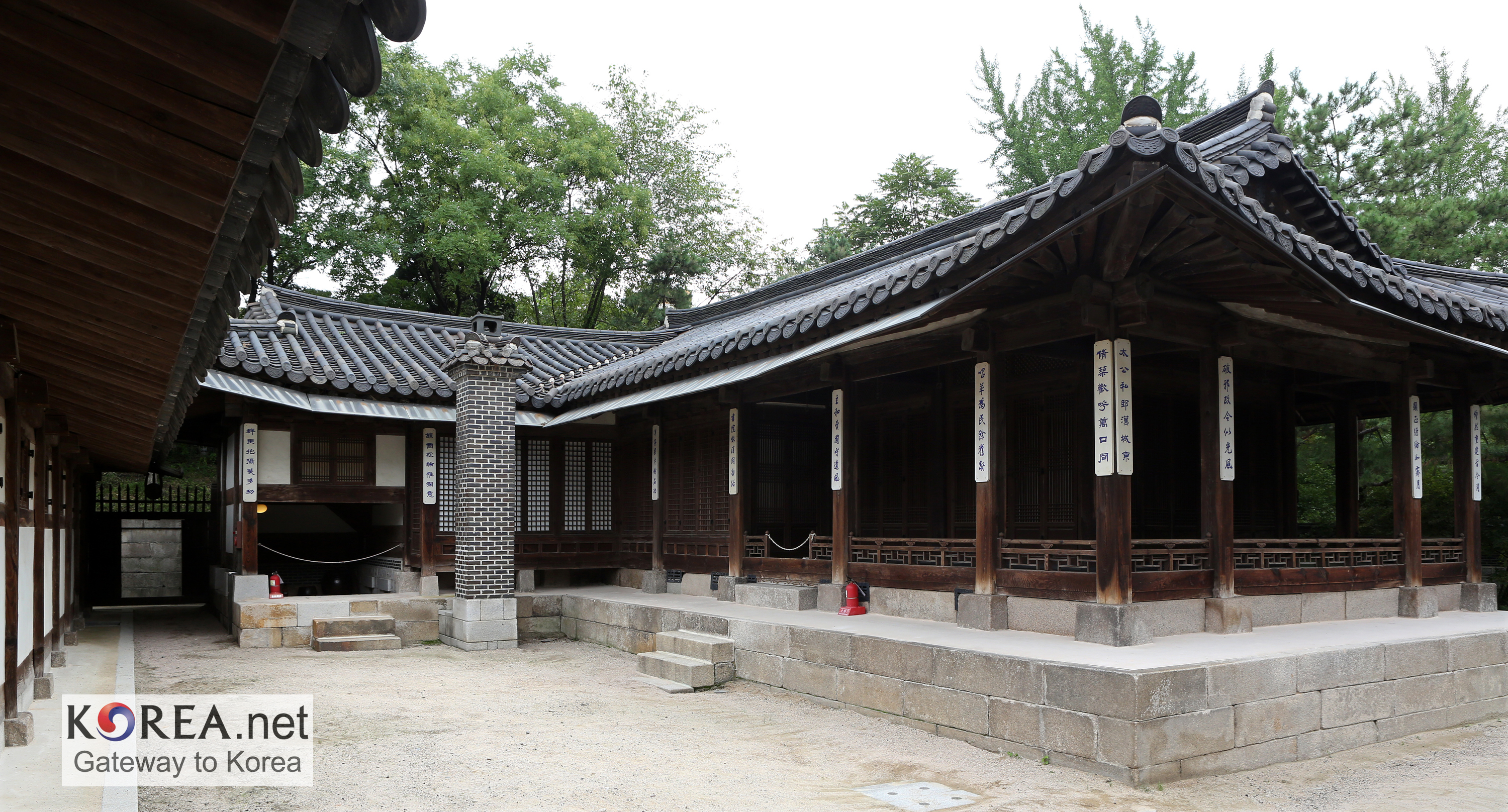
한옥

한옥(韓屋)은 전통 한국 건축 양식을 사용한 예전부터내려오는 방식의 집을 말한다. 조선집이라고도 하며, 양옥의 대칭어이다. 뒤로는 산을 등지고, 앞으로는 물을 마주하는 원칙을 지키는 것이 보통이다. 온돌이 있어 집을 데워 추운 겨울을 나고,대청 마루가 있어 여름을 시원하게 보낼 수 있다. 한국의 전통 건축양식은 다양한 왕조를 거치며 변해왔으나 현재 가장 많이 선호되는 양식은 조선왕조의 양식을 주로 따르며, 부분적으로 남북국 시대의 양식을 따르기도 한다. 한옥의 반대 개념으로 양옥을 말하기도 한다. 엄밀한 의미에서의 한옥은 초가집, 너와집, 기와집 등 한국의 전통 건축물들을 포괄하여야 하나 한국에서도 대중적 의미의 한옥은 기와집만을 의미하게 되었다. 한옥은 바람의 통로와 물의 위치, 산과 평야와의 거리와 방향(풍수지리 이론)에 근거하여 집의 목적과 거주자의 성향에 따라 매우 개인적인 차이를 가지고 지어야하는 건축물이다.
산을 등지고 물을 앞에 두며 남쪽으로 지어지는 것을 이상적이라고 본다. 그러나 산의 모양이나 물의 모양에 따라 세부적인 조율이 있고 이는 건축주의 타고난 운수나 직업, 지병 등에 따라 건축가가 임의로 조정해왔다. 1970년대 이후 한옥은 고루한 건축물과 비효율적인 건축으로 인식되어 현대적 건축을 배운 건축가들에 의하여 대부분 헐렸다. 구시대의 잔재로 여김에 따라 많은 역사적 가치가 있는 건물이 사라졌으나 2000년대에 이르러 한옥의 자연친화적 기능과 치유의 효과에 힘입어 다시 한옥의 가치를 들추어 보고 있다.

## 놀이

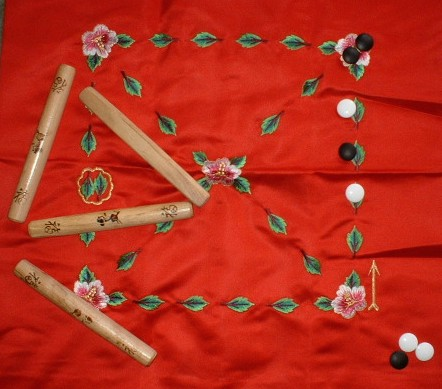
윷놀이

민속놀이(韓國의 民俗놀이)는 한국의 전통적인 놀이를 말한다. 예로부터 주로 서민층에서 명절이나 혹은 특별한 일이 있을 경우에 예식의 하나로서 여흥을 돋구고자, 또는 어린이들 사이에서 교육과 유희를 위해 행하여졌다. 각각의 놀이의 유래는 민속놀이는 남녀노소가 함께 즐길 수 있는 놀이가 있는가 하면, 어른들만이 하는 놀이, 소년, 소녀들끼리 하는 놀이, 여자들 간에 혹은 남자들 간에만 하는 놀이가 있다. 놀이의 성격을 벗어나 힘과 기술을 겨루는 스포츠로 발전한 것으로는 씨름을 꼽을 수 있다.
바둑은 두 명이 흑과 백의 돌을 판 위에 번갈아 놓으며 집을 차지하는 것을 겨루는 놀이이다. 가로와 세로가 19줄이 그어진 바둑판 위의 각 교차점(모두 361개)에 돌을 두며, 공격과 수비를 하는 전략 게임이기도 하다. 대한민국, 중화인민공화국, 중화민국, 일본 등 동아시아 국가들 사이에서 대중적으로 행해지며, 나라마다 조금씩 다른 규칙을 채용하고 있다. 바둑은 고대 중국에서 기원하였지만, 그 기원이 언제인지는 명확하지 않다. 한국에서는 20세기 초까지 고유의 규칙을 사용하는 순장(巡將)바둑이 성행하였으나 해방 후 일본으로부터 현대 바둑이 유입되어 현대에 들어 순장바둑을 두는 사람들은 크게 줄어들었다.
장기 (將棋)란 청과 홍(또는 초와 한) 두 편으로 나뉘어 각 16개의 기물을 가지고 군대를 지휘하는 총사령관의 입장에서 작전을 구상, 수행하여 상대편의 왕을 잡는 추상 전략 보드 게임이다. 대한민국, 조선민주주의인민공화국, 중국(특히 연변 조선족 자치주), 일본 등 각국에서 주로 한민족들이 즐긴다. 중국 장기가 한국의 삼국 시대 초기인 한사군(漢四郡) 시절에 수많은 한인(漢人)이 이주해 오면서 장기를 퍼뜨렸다는 설이 가장 지배적이다. 한국인의 취향에 맞춰 개량하여 지금의 장기로 발전시켰다고 한다. 장기에 관한 문헌으로는 고사서(古史書)인 김부식의 《삼국사기》에 장기에 대한 기록이 최초로 등장한다.

## 요리

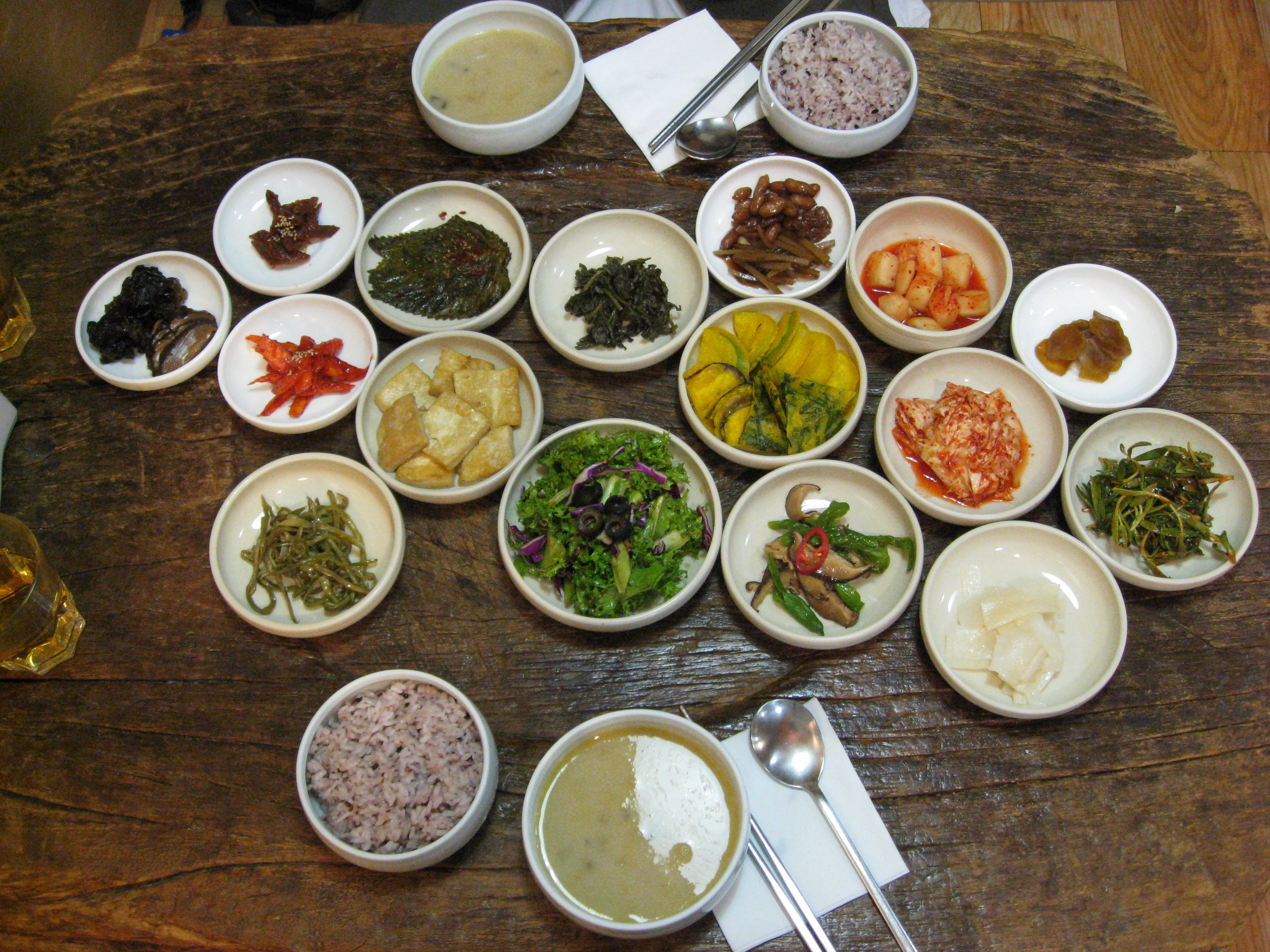
한국의 채식단

한국 요리 (韓國料理)는 한국의 전통 음식을 뜻한다. 복잡한 궁중 요리에서부터 지방의 특색 요리와 현대의 퓨전 요리에 이르기까지 재료와 조리법이 매우 다양하다. 전통적인 한국 정식은 밥, 국, 김치와 함께 나오는 많은 반찬들로 이루어진다. 한국 음식은 보통 참기름, 된장, 간장, 소금, 마늘, 생강, 그리고 고추장 등으로 맛을 낸다. 식단은 계절별로 다양한데, 전통적으로 겨울 동안에는 장독에 저장된 김치와 그 밖에 절인 채소들에 많이 의존했다.
한국은 기후와 풍토가 농사에 적합하여 일찍이 신석기시대 후에 잡곡 농사로 농업이 시작되었고, 그 후 벼농사가 전파되었다. 이후 곡물은 한국 음식문화의 중심이 되었고, 삼국시대 후기부터 밥과 반찬으로 주식, 부식을 분리한 한국 고유의 일상식 형태가 형성되었다. 밥, 죽, 떡, 국수, 만두, 수제비, 술 등의 곡물 음식이 발달하였고 콩으로 메주를 쑤어 장을 담그는 발효 음식도 만들었다. 재배 채소뿐 아니라, 산야에 자생하는 산나물, 들나물 등 채소의 종류가 다양하여 생채, 쌈, 나물, 김치로 만들어 식탁을 계절에 따라 변화있게 차릴 수 있었다. 예로부터 약식동원(藥食同原, 약과 음식은 그 근본이 같다)의 식관념 속에 약으로 쓰이는 재료가 음식의 조리에 많이 이용되고 있다.
한국인의 일상식은 밥을 주식으로 하고, 여러 가지 반찬을 곁들여 먹는 식사 형태이다. 주식은 쌀만으로 지은 쌀밥과 조, 보리, 콩, 팥 등의 잡곡을 섞어 지은 잡곡밥을 기본으로 넣는다. 부식은 국이나 찌개, 김치와 장류를 기본으로 하고, 육류, 어패류, 채소류, 해조류 등을 이용해서 반찬을 만들었다. 이렇게 밥과 반찬을 같이 먹는 식사 형태는 여러 가지 식품을 골고루 섭취함으로써 영양의 균형을 상호 보완시켜주는 합리적인 식사 형식이다.
주식으로는 밥, 죽, 국수, 만두, 떡국, 수제비 등이 있고, 부식으로는 국, 찌개, 구이, 전, 조림, 볶음, 편육, 나물, 생채, 젓갈, 포, 장아찌, 찜, 전골, 김치 등 가지수가 많다. 이러한 음식 외에 떡, 한과, 엿, 화채, 차, 술 등의 음식도 다양하다. 또 저장 발효 식품인 장류, 젓갈, 김치 등이 다양하게 발달하였다.

## 언어
한국 문화에서 한국어는 매우 큰 비중을 차지한다. 조현용 국어국문학과 교수는 저서 〈한국어, 문화를 말하다〉에서 한국어의 언어적 특징으로 몇 가지를 꼽았는데, 그 중 다음과 같은 요소들을 꼽았다.

### 언어관
〈한국어, 문화를 말하다〉에서 한국어는 다른 언어에 비해 소통과 느낌, 감정을 더욱 중요시하는 언어로 구분했다. 날씨나 고통을 표현하는 단어도 그 정도나 느낌에 따라 다르다. 예를 들어, "시원하다"는 적당한 온도로 기온이 낮은 것이며, "쌀쌀하다"는 아주 춥지는 않고 외투를 추려서 입을만큼 추운 것이다. 고통 역시 '쓰리다', '아리다', '쑤시다', '저리다', '따갑다' 등으로 상황이나 느낌에 따라 다르게 표현한다.
동일한 저서에서 한국어는 말의 중요성과 말의 위험성에 대해 동시에 다루고 있다고 주장하였다. 한국어에서 '소리' 라는 것을 '의미가 없는 것' 이라는 것으로 여기기도 했다고 주장했는데, 소리라는 것은 물체의 진동으로 인해 공기 중 음파가 들리는 것을 말하지만 동시에 '말이 안 되는 것'을 나타내는 것이기도 하다. 가장 대표적인 표현은 "이상한 소리를 한다", "별 소리를 다 한다"라고 하며, 욕설에서도 "개가 말하는 것처럼 의미없는 소리" 인 "개소리" 라는 어휘도 있다.
이에 영향을 받아 한국 문화에서 말을 많이 하는 것을 꺼렸으며, 말하는 것 보다는 글로 적는 문화가 발달한 이유라고 하였다. 거기에 한국어 화자들의 문화권은 '말에는 힘이 있다'라고 생각한 문화권 중 하나라고 주장했는데, 그 이유 중 하나는 "말이 씨가 된다", 즉 "말 한 마디가 진짜 일어날 수 있다"라는 말에서 알 수 있다고 하였다. 이는 '언어를 글로 적으면 말의 힘이 사라진다' 라는 드루이드 교리에 기반해 기록물이 적어지고 구전과 음유시가 문화를 만들어낸 켈트어 문화와 반대되는 특성이다.
반면, 실제로 한국어에서 '듣다' 라는 표현은 매우 긍정적인 표현에 속한다. 어떠한 상호작용이 통하거나, 관용적인 상황에서 '듣다'를 사용한다는 것이다. 가장 대표적인 표현은 "약이 듣다"(=효과가 있다) 혹은 "명령을 듣다"(=따르다)이다. 이는 상대방의 말을 듣는 것을 의사소통이 원활하다고 생각하며 서로가 동시에 말하는 것을 의사소통의 단절이라 생각하는 문화에 영향을 주었을 것이라고 하였다.
장애인에 대한 어휘를 살펴보면 시각장애인에게는 '소경'과 '장님' 등 존경의 의미를 붙이는 '-경'과 '-님'이 사용되어 비하의 느낌은 적지만, 청각장애인이나 지체장애인, 정신장애인을 지칭하는 어휘들은 특별한 규칙을 찾지 못했고, 일부는 비하적 의미가 섞여 있다. 시각장애인의 경우, 역술이나 음악 분야에서 뛰어난 재능을 보일 것이라고 하는 문화가 녹아 있었고, 실제로 조선 역사에서 점을 치는 시각장애인을 뜻하는 '매복맹인'이라는 기록이 등장하거나 조선왕조실록에서도 궁중 음악가로 시각장애인을 고용하며 '관현맹인' 이라고 불렀다는 기록이 나타나기도 했다.

## 문화재
- 대한민국의 국보:-숭례문
- 대한민국의 보물:-흥인지문
- 대한민국의 세계유산.

## 같이 보기
- 일본의 문화에 대한 한국의 영향(영어판)
- 한류 (문화)
- 한국 문화에서의 호랑이